# 55ステーション
55ステーション（ごーごーすてーしょん、55 Station）は、プラザホールディングス子会社の株式会社プラザクリエイトが展開するDPEショップチェーン。本社は東京都千代田区に置く。

## 概説
1964年1月に、大阪にて株式会社ダイシャとして設立。1969年4月にダイエーの傘下となり、商号を株式会社ダイエーフォートエンタープライズに変更。55分で現像・プリントを行うサービスを行っていたことから、1993年9月に店舗名を「55分DPEステーション」とした。2001年7月には社名を株式会社55ステーションに、店舗名を「55 Station」に変更した。
2002年3月、西友店舗内などでDPE店「ALM」（アルム）を展開していた株式会社朝日メディックスの株式を住友商事より取得し、子会社化。株式会社アルムステーションに商号変更させた後、2003年3月に同社を吸収合併した。
デジタルカメラの急速な普及に対する対応が遅れたため、売り上げが大幅に減少し経営が悪化。家電量販店の株式会社ノジマと業務・資本提携し、同社の子会社となることで再建を図ろうとしたが、計画を実行する前に会社更生法適用の申請に追い込まれ、事実上の倒産。会社更生手続において、株式会社プラザクリエイトがスポンサーとなり、100%減資を行った上で、新たに出資を受けて株式会社プラザクリエイトの完全子会社となって再建した。
2007年4月1日、プラザクリエイトが運営する「パレットプラザ」の直営部門を会社分割により承継するとともに、同社の子会社・株式会社パレットプラザを吸収合併し、同時に商号を株式会社プラザクリエイトイメージングに変更した。その後2014年4月1日には、いわゆるキャリアショップの代理店業務などを手がける、株式会社プラザクリエイトモバイリングを吸収合併し、株式会社プラザクリエイトストアーズに再変更した。2017年10月1日には、プラザクリエイトが株式会社プラザクリエイト本社に商号変更したことに伴い、株式会社プラザクリエイト（2代）に商号変更した。
かつてはカルチュア・コンビニエンス・クラブ（CCC）からも出資を受けており、「Tポイント」に加盟していた。しかし、2004年7月には競合チェーンであるカメラのキタムラも同サービスに加盟、さらに2006年4月には55ステーションが100%減資を行ったことでCCCとの資本関係は解消され、両社の関係は希薄となった。2006年10月、55ステーションは新ポイントサービスを導入し、Tポイントの取り扱いを同年12月末に終了した。その後、2014年10月1日からは楽天の共通ポイントカード「楽天ポイントカード」を導入した。

## プラザクリエイトが展開する店舗
- 55 Station
  - 店舗は全国のダイエーグループ、ライフコーポレーション、関西スーパーマーケット、西友店内や駅前などにある。2006年3月末時点では、店舗数は538店で、プラザクリエイト、ジャスフォート、キタムラに続き業界第4位であった。
  - ALM Station - 旧朝日メディックスから引き継いだ店舗。順次、55 Stationに転換。
- パレットプラザ - 株式会社プラザクリエイトおよび株式会社パレットプラザから引き継いだ店舗。
- 写真天国 Photo10.jp - ネットプリント

## 沿革
- 1964年（昭和39年）1月 - 株式会社ダイシャとして設立される。当時の本社は大阪府大阪市北区。
- 1967年（昭和42年）7月 - 本社を兵庫県西宮市に移転。
- 1969年（昭和44年）4月 - ダイエーグループ入りして、株式会社ダイエーフォートエンタープライズに社名変更。
- 1993年（平成5年）
  - 9月 - 屋号を「55分DPEステーション」とする。
  - 12月 - 路面店の展開開始（麹町店）。
- 1994年（平成6年）8月 - 本社を東京都中央区に移転。
- 1996年（平成8年）
  - 1月 - フランチャイズ展開開始（吉祥寺店）。
  - 2月 - ダイエーグループ以外のスーパー店舗内への出店開始（ライフ鶴見店）。
- 1998年（平成10年）
  - 3月 - 株式会社ダイエーフォトに社名変更。
  - 8月 - 株式を店頭市場（後のジャスダック）にて公開。
- 2001年（平成13年）
  - 7月 - 株式会社ゴーゴーステーションに社名変更。本社を東京都港区に移転。
  - 12月 - カルチュア・コンビニエンス・クラブ株式会社と資本・業務提携。
- 2002年（平成14年）
  - 3月 - 住友商事より株式会社朝日メディックスの株式を100%取得し、子会社化。
  - 4月 - 朝日メディックスを株式会社アルムステーションに社名変更。アルムステーションのラボ・卸売事業をコダック傘下のケイジェイイメージングに営業譲渡。
- 2003年（平成15年）3月 - 子会社・株式会社アルムステーションと合併。
- 2004年（平成16年）5月 - 本社を東京都千代田区三崎町に移転。
- 2005年（平成17年）
  - 3月15日 - 家電量販店の株式会社ノジマ（本社・神奈川県相模原市）と資本・業務提携。5月末までに第三者割当増資により株式の半数以上をノジマが取得し、子会社化する計画であった。
  - 4月11日 - 会社更生法の適用を東京地方裁判所に申請。ノジマとの資本・業務提携に関する契約を解消し、再建計画が白紙撤回される。その後、4月19日に更生手続開始決定。
    - 産業再生機構が主導したダイエーの経営再建において、当初はゴーゴーステーションも中核企業として位置づけ、再建を図ることになっていたが、同社の会社更生法の申請により、白紙に戻すことになった。

  - 5月12日 - ジャスダック証券取引所にて上場廃止となる。
  - 6月11日 - DPE業界最大手のプラザクリエイトとスポンサー契約を締結。
- 2006年（平成18年）
  - 1月31日 - 東京地方裁判所より会社更生計画案認可の決定。
  - 4月 - 100%減資の上、新株を全てプラザクリエイトが引き受け、プラザクリエイトの完全子会社となる。会社更生手続終結。
  - 9月 - 本社を東京都千代田区九段南に移転。
- 2007年（平成19年）4月1日 - プラザクリエイトが運営する「パレットプラザ」の直営部門を会社分割により吸収し、株式会社プラザクリエイトイメージングに社名変更する。
- 2014年（平成26年）
  - 4月1日 - 株式会社プラザクリエイトモバイリングなどの事業を承継し、株式会社プラザクリエイトストアーズに社名変更する。
  - 10月 - プリントショップ（FC含む）の本部機能とモバイル事業の一次代理店機能をプラザクリエイトから承継。
- 2017年（平成29年）10月1日 - プラザクリエイトが株式会社プラザクリエイト本社に社名変更したことに伴い、株式会社プラザクリエイト（2代）に社名変更する。